# Sibaviatrans
Sibaviatrans (Russisch: Сибирская Авиатранспортная Компания) was een Russische luchtvaartmaatschappij met thuisbasis in Krasnojarsk. Vanuit deze thuisbasis en vanuit Norilsk werden passagiers-, vracht- en chartervluchten onderhouden binnen Rusland. Sinds 2004 was Sibiavatrans lid van de luchtvaartalliantie AiRUnion. Bij het faillissement van AiRUnion in 2008 hield ook Sibaviatrans op te bestaan.

## Geschiedenis
Sibaviatrans of SIAT is in 1995 gestart en werd gevormd door de metallurgische fabriek van Krasnojarsk met de oorspronkelijk naam Kramzavia. In 2004 vormde ze samen met KrasAir, Omskavia, Samara Airlines en Domodedovo Airlines de alliantie AirBridge, die in 2005 werd omgedoopt in AirUnion.

## Bestemmingen
Sibaviatrans voerde lijnvluchten uit naar: (juli 2007)
Barnaoel, Bratsk, Dikson, Jekaterinenburg, Hatanga, Igarka, Irkoetsk, Kemerovo, Krasnojarsk, Norilsk, Novosibirsk, Omsk.

## Vloot
De vloot van Sibaviatrans bestond uit: (juli 2007)
- 4 Tupolev TU-134A
- 2 Yakolev Yak-40K
- 1 Antonov AN-32
- 7 Antonov AN-24V